# 约翰·范赖恩
约翰·范赖恩（荷蘭語：John Van Ryn，1905年6月30日—1999年8月7日），美国男子网球运动员。他曾获得法国网球公开赛男子双打冠军、温布尔登网球锦标赛男子双打冠军、美国网球公开赛男子双打冠军。